# Матрица Редхеффера
В математике матрица Редхеффера, изученная Редмондом Редхеффером - это (0,1)-матрица, элементы aij которой равны 1, если i делит j или если j = 1, в остальных случаях aij = 0.

## Свойства
Определитель квадратной nxn-матрицы Редхеффера задаётся функцией Мертенса M(n).
Число собственных значений матрицы Редхеффера, равных 1, при n > 1 равно
{\displaystyle n-\lfloor \log _{2}n\rfloor -1}.

## Пример
Матрица Редхеффера порядка 12 × 12 имеет вид:
{\displaystyle \left({\begin{smallmatrix}1&1&1&1&1&1&1&1&1&1&1&1\\1&1&0&1&0&1&0&1&0&1&0&1\\1&0&1&0&0&1&0&0&1&0&0&1\\1&0&0&1&0&0&0&1&0&0&0&1\\1&0&0&0&1&0&0&0&0&1&0&0\\1&0&0&0&0&1&0&0&0&0&0&1\\1&0&0&0&0&0&1&0&0&0&0&0\\1&0&0&0&0&0&0&1&0&0&0&0\\1&0&0&0&0&0&0&0&1&0&0&0\\1&0&0&0&0&0&0&0&0&1&0&0\\1&0&0&0&0&0&0&0&0&0&1&0\\1&0&0&0&0&0&0&0&0&0&0&1\end{smallmatrix}}\right)}

## Внешние ссылки
- Weisstein, Eric W. Redheffer matrix (англ.) на сайте Wolfram MathWorld.